# Гижозеро
Гижозеро — озеро на территории Ведлозерского сельского поселения Пряжинского района Республики Карелии.

## Общие сведения
Площадь озера — 1,8 км². Располагается на высоте 123,3 метров над уровнем моря.
Форма озера лопастная, продолговатая: вытянуто с севера на юг. Берега каменисто-песчаные.
Из южной оконечности озера вытекает ручей Рыгачоя, приток реки Топорной, впадающей в Утозеро, являющееся истоком реки Олонки.
В озере расположены два острова без названия.
Населённые пункты возле озера отсутствуют. Ближайший — деревня Паннила — расположен в 3 км к западу от озера.
Код объекта в государственном водном реестре — 01040300211102000014688.